# Epitoxasia danielssoni
Epitoxasia danielssoni är en skalbaggsart som beskrevs av Yves Gomy 2003. Epitoxasia danielssoni ingår i släktet Epitoxasia och familjen stumpbaggar. Inga underarter finns listade i Catalogue of Life.